# Placer sexual
El placer sexual es un conjunto de sensaciones de satisfacción y disfrute, físico y psicológico, derivadas de experiencias eróticas, solitarias o compartidas en la que se involucran o entran en juego pensamientos, fantasías, sueños, emociones y sentimientos.
Al ser un aspecto intrínseco de la sexualidad, el derecho a buscarlo, expresarlo y a determinar cuándo experimentarlo no debe ser negado a ninguna persona. 
Los distintos factores que originan el placer sexual permite la construcción firme al apego, por ello es le considera unido a la libido, una motivación básica de casi todo comportamiento sexual.

## Bioquímica del placer sexual
Bioquímicamente el placer sexual es la respuesta del sistema nervioso central que puede ser provocada por una estimulación sensitiva en órganos sexuales y como consecuencia de la liberación de la hormona noradrenalina producida en la médula suprarrenal. La excitación para este placer puede simplemente ser psicológica. El placer es una respuesta agradable, en este caso vinculada a la sexualidad.

## Excitación sexual
El placer sexual aparece ante la excitación sexual que es la respuesta del cuerpo a la estimulación sexual. El ser humano puede excitarse por estímulos que oye, mira, huele, saborea o toca. El estímulo puede ser real -estar presente en el mundo real-, ser fruto de la imaginación e incluso del Ensueño. La excitación se produce cuando acariciamos nuestras zonas erógenas y/o también cuando una pareja lo hace mutuamente.

### Zonas erógenas
Se denominan zonas erógenas a las áreas de la piel que pueden causarnos excitación cuando se tocan o acarician, o tocamos, acariciamos, en general son zonas muy sensibles al tacto. En general cualquier zona de la piel puede ser erógena, pero cada persona suele tener zonas diferentes o más destacadas que otras.
Son zonas erógenas los órganos sexuales (órgano sexual masculino y órgano sexual femenino), especialmente el glande del clítoris o el pene. Otras zonas que en muchos casos provocan excitación al ser estimuladas son: cara, orejas, piernas, brazos, espalda, glúteos, pies, dedos, cuello, pechos y pezones, ano, ombligo y vagina.